# Lista de vencedores da Bola de Ouro, Copa do Mundo FIFA e Liga dos Campeões da UEFA
Este verbete lista os jogadores que venceram a Ballon d'Or (France Football), a Copa do Mundo FIFA e a Liga dos Campeões da Europa, formando uma "tríplice coroa" das conquistas mais relevantes. Estas são, respectivamente, o troféu individual mais tradicional, a maior competição de futebol do mundo e a mais importante competição interclubes. A lista conta atualmente com nove nomes, sendo cinco europeus e quatro sul-americanos.

## Lista
Em sublinhado, edição de conquista que efetivamente fez o jogador entrar na lista.
† = jogador ganhou o prêmio de melhor da edição.
Total = somatório de títulos das três disputas.
Observação: FIFA Ballon d'Or foi a unificação de FIFA World Player e Ballon d'Or France Football.
| Jogador           | Ballon d'Or / FIFA Ballon d'Or                 | Ballon d'Or / FIFA Ballon d'Or | Copa do Mundo | Copa do Mundo | Liga dos Campeões da UEFA / (Copa Libertadores) | Liga dos Campeões da UEFA / (Copa Libertadores) | Total | Tempo   |
| Jogador           | Ano                                            | Time                           | Ano           | Seleção       | Temporada / Ano                                 | Time                                            | Total | Tempo   |
| ----------------- | ---------------------------------------------- | ------------------------------ | ------------- | ------------- | ----------------------------------------------- | ----------------------------------------------- | ----- | ------- |
| Bobby Charlton    | 1966                                           | Manchester United              | 1966†         | Inglaterra    | 1967–68                                         | Manchester United                               | 3     | 2 anos  |
| Gerd Müller       | 1970 (*)                                       | Bayern de Munique              | 1974          | Alemanha      | 1973–74, 1974–75, 1975–76                       | Bayern de Munique                               | 5     | 4 anos  |
| Beckenbauer       | 1972, 1976                                     | Bayern de Munique              | 1974          | Alemanha      | 1973–74, 1974–75, 1975–76                       | Bayern de Munique                               | 6     | 2 anos  |
| Paulo Rossi       | 1982                                           | Juventus                       | 1982†         | Itália        | 1984–85                                         | Juventus                                        | 3     | 3 anos  |
| Zidane            | 1998                                           | Juventus                       | 1998          | França        | 2001–02†                                        | Real Madrid                                     | 3     | 4 anos  |
| Rivaldo           | 1999                                           | Barcelona                      | 2002          | Brasil        | 2002–03                                         | Milan                                           | 3     | 4 anos  |
| Ronaldinho Gaúcho | 2005                                           | Barcelona                      | 2002          | Brasil        | 2005–06† / (2013)†                              | Barcelona / (Atlético-MG)                       | 3 (4) | 4 anos  |
| Kaká              | 2007                                           | Milan                          | 2002          | Brasil        | 2006–07†                                        | Milan                                           | 3     | 5 anos  |
| Messi             | 2009, 2010, 2011, 2012, 2015, 2019, 2021, 2023 | Barcelona; PSG                 | 2022†         | Argentina     | 2005–06, 2008–09†, 2010–11†, 2014–15†           | Barcelona                                       | 13    | 16 anos |

| Outras conquistas internacionais † = deixou de ser disputada         | Outras conquistas internacionais † = deixou de ser disputada         | Outras conquistas internacionais † = deixou de ser disputada         | Outras conquistas internacionais † = deixou de ser disputada         | Outras conquistas internacionais † = deixou de ser disputada         | Outras conquistas internacionais † = deixou de ser disputada         | Outras conquistas internacionais † = deixou de ser disputada         | Outras conquistas internacionais † = deixou de ser disputada         | Outras conquistas internacionais † = deixou de ser disputada         | Outras conquistas internacionais † = deixou de ser disputada         | Outras conquistas internacionais † = deixou de ser disputada         | Outras conquistas internacionais † = deixou de ser disputada         | Outras conquistas internacionais † = deixou de ser disputada         | Outras conquistas internacionais † = deixou de ser disputada         | Outras conquistas internacionais † = deixou de ser disputada         |
| Em negrito, campeões do mundo por clube e do continente pela seleção | Em negrito, campeões do mundo por clube e do continente pela seleção | Em negrito, campeões do mundo por clube e do continente pela seleção | Em negrito, campeões do mundo por clube e do continente pela seleção | Em negrito, campeões do mundo por clube e do continente pela seleção | Em negrito, campeões do mundo por clube e do continente pela seleção | Em negrito, campeões do mundo por clube e do continente pela seleção | Em negrito, campeões do mundo por clube e do continente pela seleção | Em negrito, campeões do mundo por clube e do continente pela seleção | Em negrito, campeões do mundo por clube e do continente pela seleção | Em negrito, campeões do mundo por clube e do continente pela seleção | Em negrito, campeões do mundo por clube e do continente pela seleção | Em negrito, campeões do mundo por clube e do continente pela seleção | Em negrito, campeões do mundo por clube e do continente pela seleção | Em negrito, campeões do mundo por clube e do continente pela seleção |
| Jogador                                                              | Individuais                                                          | Individuais                                                          | Individuais                                                          | Individuais                                                          | Individuais                                                          | Individuais                                                          | Individuais                                                          | Por clubes                                                           | Por clubes                                                           | Por clubes                                                           | Por clubes                                                           | Pela seleção                                                         | Pela seleção                                                         | Pela seleção                                                         |
| Jogador                                                              | Categoria "melhor jogador do ano/mundo"                              | Categoria "melhor jogador do ano/mundo"                              | Categoria "melhor jogador do ano/mundo"                              | Outra abrangência/categoria                                          | Outra abrangência/categoria                                          | Outra abrangência/categoria                                          | Outra abrangência/categoria                                          | Por clubes                                                           | Por clubes                                                           | Por clubes                                                           | Por clubes                                                           | Pela seleção                                                         | Pela seleção                                                         | Pela seleção                                                         |
| Jogador                                                              | FWP†/TBF                                                             | WS                                                                   | GSA                                                                  | JU                                                                   | OD                                                                   | BOU                                                                  | GB                                                                   | CIF                                                                  | SU/(RS)                                                              | RE†                                                                  | TIU†                                                                 | CA/EC                                                                | CC†/Fin                                                              | JO sub-23                                                            |
| -------------------------------------------------------------------- | -------------------------------------------------------------------- | -------------------------------------------------------------------- | -------------------------------------------------------------------- | -------------------------------------------------------------------- | -------------------------------------------------------------------- | -------------------------------------------------------------------- | -------------------------------------------------------------------- | -------------------------------------------------------------------- | -------------------------------------------------------------------- | -------------------------------------------------------------------- | -------------------------------------------------------------------- | -------------------------------------------------------------------- | -------------------------------------------------------------------- | -------------------------------------------------------------------- |
| Bobby Charlton                                                       |                                                                      |                                                                      |                                                                      |                                                                      |                                                                      |                                                                      |                                                                      |                                                                      |                                                                      |                                                                      |                                                                      |                                                                      |                                                                      |                                                                      |
| Gerd Müller                                                          |                                                                      |                                                                      |                                                                      |                                                                      |                                                                      | 1970, 1972                                                           |                                                                      | 1976                                                                 |                                                                      | 1966–67                                                              |                                                                      | 1972                                                                 |                                                                      |                                                                      |
| Beckenbauer                                                          |                                                                      |                                                                      |                                                                      |                                                                      |                                                                      |                                                                      |                                                                      | 1976                                                                 |                                                                      | 1966–67                                                              |                                                                      | 1972                                                                 |                                                                      |                                                                      |
| Paulo Rossi                                                          |                                                                      | 1982                                                                 |                                                                      |                                                                      | 1982                                                                 |                                                                      |                                                                      |                                                                      | 1984                                                                 | 1983–84                                                              |                                                                      |                                                                      |                                                                      |                                                                      |
| Zidane                                                               | 1998, 2000, 2003                                                     | 1998                                                                 |                                                                      | 2002                                                                 | 1998, 2000, 2001                                                     |                                                                      |                                                                      | 1996, 2002                                                           | 1996                                                                 |                                                                      | 1995, 1999                                                           | 2000                                                                 |                                                                      |                                                                      |
| Rivaldo                                                              | 1999                                                                 | 1999                                                                 |                                                                      |                                                                      | 1999                                                                 |                                                                      |                                                                      |                                                                      | 1997, 2003                                                           |                                                                      |                                                                      | 1999                                                                 | 1997                                                                 |                                                                      |
| Ronaldinho Gaúcho                                                    | 2004, 2005                                                           | 2004, 2005                                                           |                                                                      | 2006                                                                 | 2005                                                                 |                                                                      |                                                                      |                                                                      | (2014)                                                               |                                                                      | 2001                                                                 | 1999                                                                 | 2005                                                                 |                                                                      |
| Kaká                                                                 | 2007                                                                 | 2007                                                                 |                                                                      | 2007                                                                 | 2007                                                                 |                                                                      |                                                                      | 2007                                                                 | 2007                                                                 |                                                                      |                                                                      |                                                                      | 2005, 2009                                                           |                                                                      |
| Messi                                                                | 2009, 2019, 2022, 2023                                               | 2009, 2011, 2012, 2015, 2019, 2022                                   | 2015                                                                 | 2009, 2011, 2015                                                     | 2009, 2011, 2012, 2018                                               | 2010, 2012, 2013, 2017, 2018, 2019                                   | 2005                                                                 | 2009, 2011, 2015                                                     | 2009, 2011, 2015                                                     |                                                                      |                                                                      | 2021                                                                 | 2022                                                                 | 2008                                                                 |

## Observações
Fora Messi, nenhum outro vencedor dos prêmios individuais FIFA Ballon d'Or (2010 a 2015) e The Best FIFA Football Awards (desde 2016), sucessores do FIFA World Player (1991 a 2009), venceu ambas competições. Messi também é exceção dentre os vencedores do Globe Soccer Awards, inaugurado em 2010, sendo o único que conquistou ambos torneios.
Entre os demais laureados da World Soccer (1982—), apenas Xavi Hernándes, ganhador de 2010, venceu tanto a Liga dos Campeões (2005–06, 2008–09, 2010–11 e 2014–15, pelo Barcelona), quanto a Copa do Mundo (2010, pela Espanha). Dos prêmios independentes da FIFPro, Ronaldinho venceu em 2005 e 2006, Kaká em 2007 e Cristiano Ronaldo em 2008; a partir de 2009 iniciou-se a parceria desta instituição com a FIFA.
(*) A Ballon d'Or era restrita aos jogadores europeus de 1956 (fundação) até 1994. Em revisão feita em 2015, a France Football considerou que Pelé, tricampeão da Copa do Mundo (1958, 1962 e 1970) e bicampeão da Copa Libertadores (1962 e 1963), pela Seleção Brasileira e pelo Santos, deveria ter sido o premiado por 1958, 1959, 1960, 1961, 1963, 1964 e 1970. Os demais sul-americanos lembrados (Garrincha, Mario Kempes, Diego Maradona e Romário) não venceram Liga dos Campeões ou Copa Libertadores, apesar de terem logrado a Copa do Mundo. A listagem honorária não retirou os prêmios originais.